# أندرو كيث جاك
أندرو كيث جاك (بالإنجليزية: Andrew Keith Jack)‏ هو فيزيائي أسترالي، ولد في 9 سبتمبر 1885 في ملبورن في أستراليا، وتوفي في 26 سبتمبر 1966.